# 2012-es szerbiai parlamenti választások

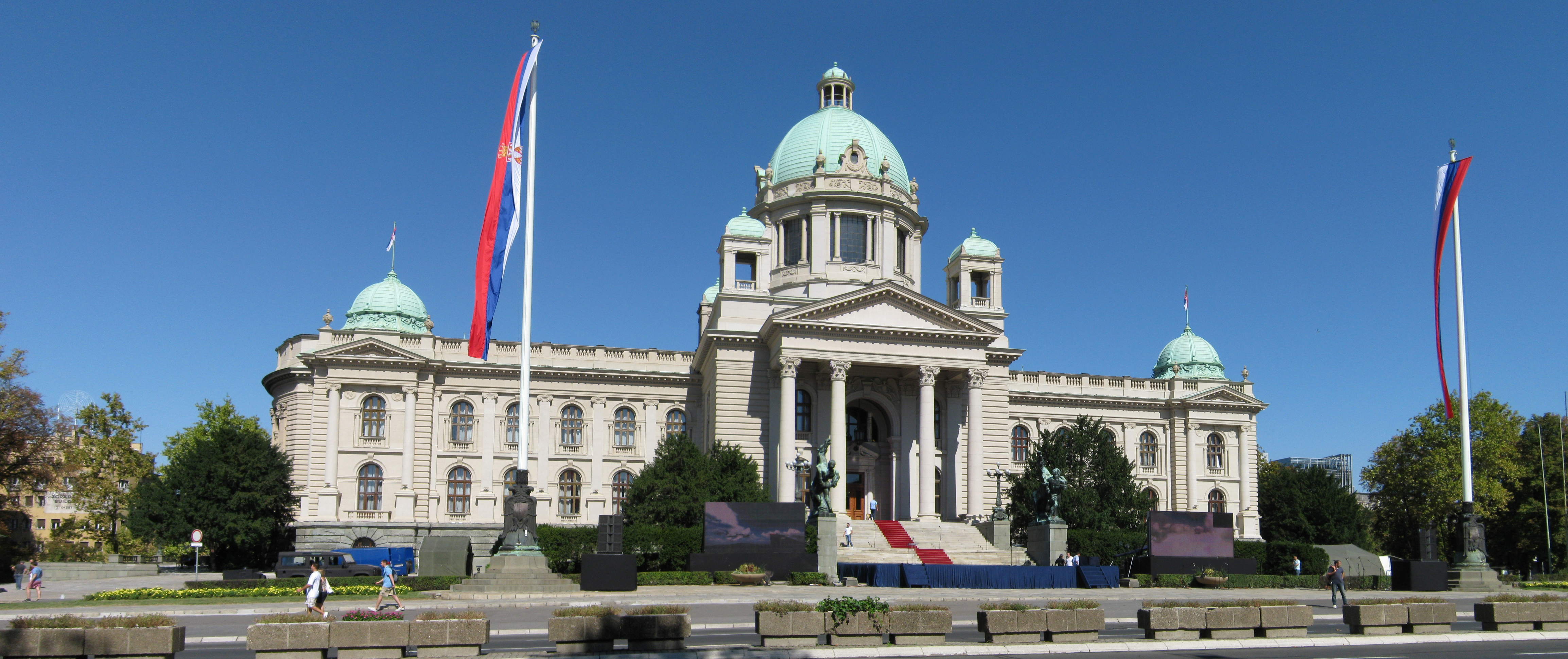
A szerbiai parlament épülete Belgrádban

2012. május 6-án Szerbiában parlamenti választásokat tartottak. Ez volt a 9. választás a többpártrendszer 1990-es bevezetése óta.
Ugyanezen a napon elnökválasztást, a vajdasági tartományi parlamenti és helyi önkormányzati választásokra is sor került.

## Választási rendszer
Pártok részéről jelöltlista állításához 10 000 aláírás szükséges, és az aláírások összegyűjtésének és leadásának sorrendjében kerülnek fel a szavazólapra. A választási törvény előírása szerint a listán szereplő jelöltek legalább egyharmada nő kell legyen.
A választás egyfordulós, listás, az egész ország egy körzetnek számít. A leadott érvényes szavazatokból a d’Hondt-módszer szerint számolják ki a 250 mandátum megoszlását. A bejutási küszöb 5%.
A kisebbségi pártok számára nincsen küszöb, náluk a kisebbségi választói névjegyzékben szereplők száma és az általuk leadott szavazatok mennyisége alapján osztanak mandátumot: a szavazataik számát elosztják a listán bejutott képviselőkre leadott szavazatok átlagával. 2008-ban körülbelül 15 000 leadott szavazatra volt szükség egy mandátumhoz.
Ha egy párt a választásokon a leadott voksok 1 (kisebbségi párt esetében 0,2) százalékát sem szerzi meg, akkor a kampányhoz nyújtott költségvetési támogatást vissza kell fizetnie.
2012. május 6-án 6 és 20 óra között 7 058 683 polgár szavazhat. A választások lebonyolítását a Köztársasági Választási Bizottság (RIK) intézi.
Koszovóban az Európai Biztonsági és Együttműködési Szervezet (EBESZ) szervezte meg a szavazás lebonyolítását.

## Induló pártok, pártkoalíciók és a listavezetők
A választásokon 17 párt vagy koalíció indul. (K: kisebbségi népcsoport listája.)
1. Választás A Jobb Élet Mellett – Borisz Tadics 

- Demokrata Párt (DS)
- Szerbia Kereszténydemokrata Pártja
- Szerbia Szociáldemokrata Pártja
- Vajdasági Szociáldemokrata Liga
- Vajdasági Horvátok Demokratikus Szövetsége
- Zöldek

2. Szerb Radikális Párt (SRS) – Vojiszlav Seselj

3. Szerbia Egyesült Régiói (URS) – Mladjan Dinkics
- G17 Plusz
- Együtt Sumadiáért
- Néppárt
- Vajdasági Párt

4. Fordulat – Csedomir Jovanovics
- Liberális Demokrata Párt (LDP)
- Gazdag Szerbia
- Szandzsáki Demokrata Párt
- Szerb Megújhodási Mozgalom (SZMM)
- Szerbiai Bolgárok Pártja
- Szociáldemokrata Unió
- Vajdasági Párt
- Zöld Ökológiai Párt
- támogatja még a Szabad és Független Szakszervezetek Szövetsége

5. Vigyük Előre Szerbiát – Tomiszlav Nikolics
- Szerb Haladó Párt (SNS)
- Bosnyák Néppárt
- Macedón Néppárt
- Parasztpárt
- Roma Párt
- Szerb Kis és Közepes Vállalatok és Vállalkozók Szövetsége
- Szerbia Ereje Mozgalom
- Szerbia Gazdasági Megújulása
- Szerbiai Menekültek Szövetsége
- Szocialisták Mozgalma
- Új Szerbia (NS)
- Vlach Egységmozgalom

6. Szerbiai Demokrata Párt (DSS) – Vojiszlav Kostunica

7. SPS-PUPS-JS – Ivica Dacsics

- Szerbiai Szocialista Párt (SPS)
- Egységes Szerbia (JS)
- Szerbiai Egyesült Nyugdíjasok Pártja (PUPS)

8. „Dveri” – Szerbia életéért 

- Dveri Szerb Szábor Egyesület

9. Vajdasági Magyar Szövetség (VMSZ) – Pásztor István (K)

10. Reformpárt (RS) – Milan Visnjics

11. Szandzsáki Demokratikus Akciópárt (SDA) – Szulejman Ugljanin (K)

12. Munkások és Parasztok Mozgalma – Zoran Dragisics

13. Szociáldemokrata Szövetség – Nebojsza Lekovics

14. Mindannyian Együtt koalíció – Emir Elfics (K)

- Vajdasági Magyarok Demokratikus Közössége (VMDK)
- Magyar Polgári Szövetség (MPSZ)
- Bosnyákok Demokratikus Közössége
- Horvátok Demokratikus Közössége
- Szlovák Párt

15. Preševói-völgyi Albánok Koalíciója (K)

16. Montenegrói Párt – Nenad Stevovics (K)

17. Kommunista Párt – Joska Broz

18. Egyik sem a felkínált válaszok közül (K)

## Közvéleménykutatások
Az egyes pártok támogatottsága és a várható részvétel százalékban.
| Felmérés időpontja           | Cég                     | Párt neve | Párt neve | Párt neve | Párt neve | Párt neve | Párt neve | Párt neve | Párt neve | Párt neve | Részvétel |
| Felmérés időpontja           | Cég                     | SNS       | DS        | SPS       | SRS       | LDP       | DSS       | URS       | Dveri     | VMSZ      | Részvétel |
| ---------------------------- | ----------------------- | --------- | --------- | --------- | --------- | --------- | --------- | --------- | --------- | --------- | --------- |
| Felmérés időpontja           | Cég                     |           |           |           |           |           |           |           |           |           | Részvétel |
| 2012. február 5–15.          | Faktor Plus             | 30,6      | 28,2      | 7,1       | 7         | 6         | 5,6       | 3         | N/A       | N/A       | 36        |
| 2012. február 25.–március 4. | Faktor Plus             | 29,3      | 26,4      | 7,1       | 6,8       | 6,2       | 5,4       | N/A       | N/A       | N/A       | 40        |
| 2012. március 18–25.         | Faktor Plus             | 33,2      | 29,1      | 11,1      | 5,8       | 6,4       | 5,8       | 3,8       | N/A       | N/A       | 48,8      |
| 2012. április vége           | YourReputation Platform | 32,6      | 31,6      | 14        | 8         | 10        | 8         | 8         | N/A       | N/A       | 57        |

## Kampány
A kampány témája ezúttal elsősorban a gazdasági helyzet volt. A nagy pártok mindegyike az Európai Unióba való belépés mellett állt ki, és Koszovó kérdése sem került előtérbe.
A választások előtt civil kampány folyt az érvénytelen szavazás mellett.

### Plakátok

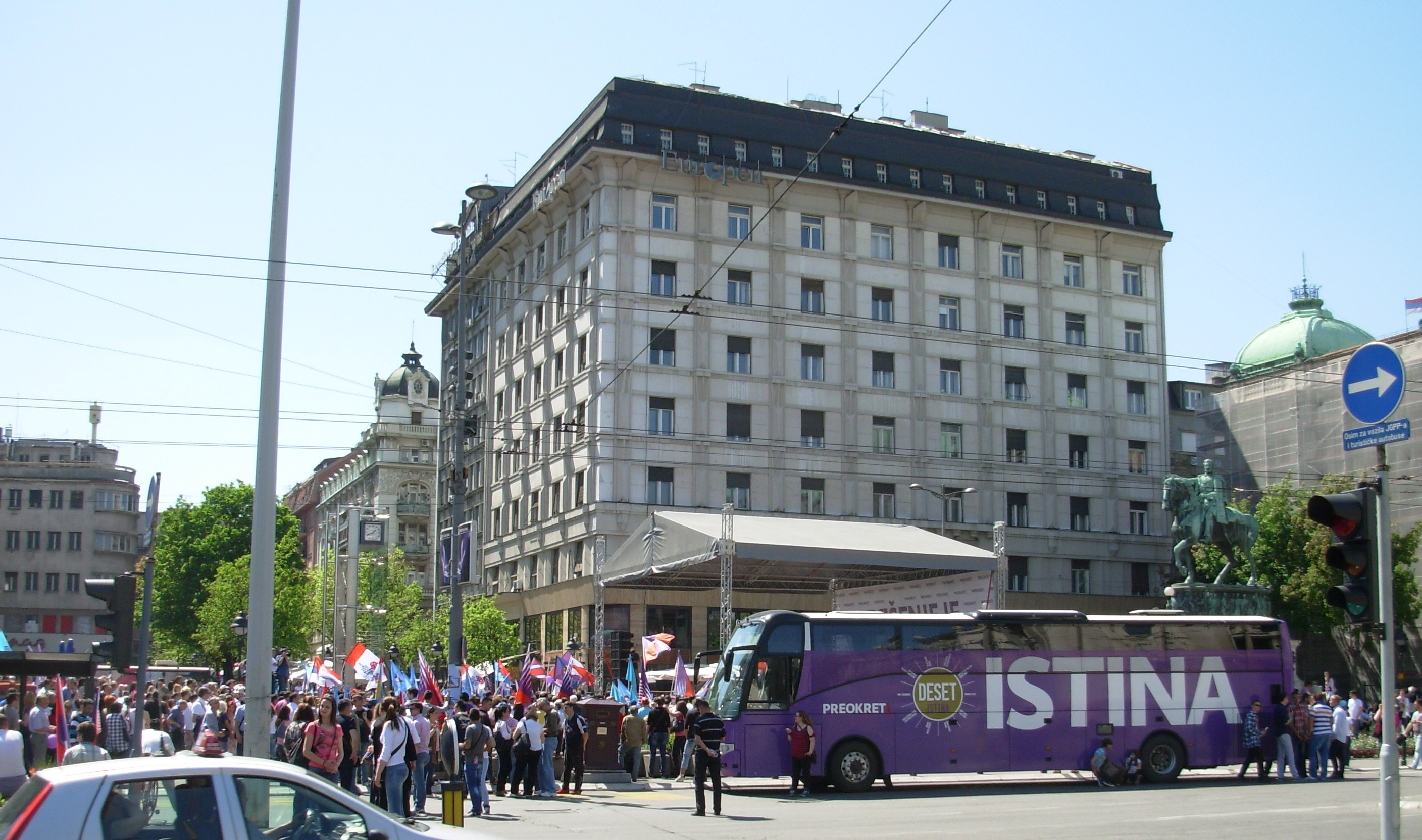
A Liberális Demokrata Párt rendezvénye Belgrádban
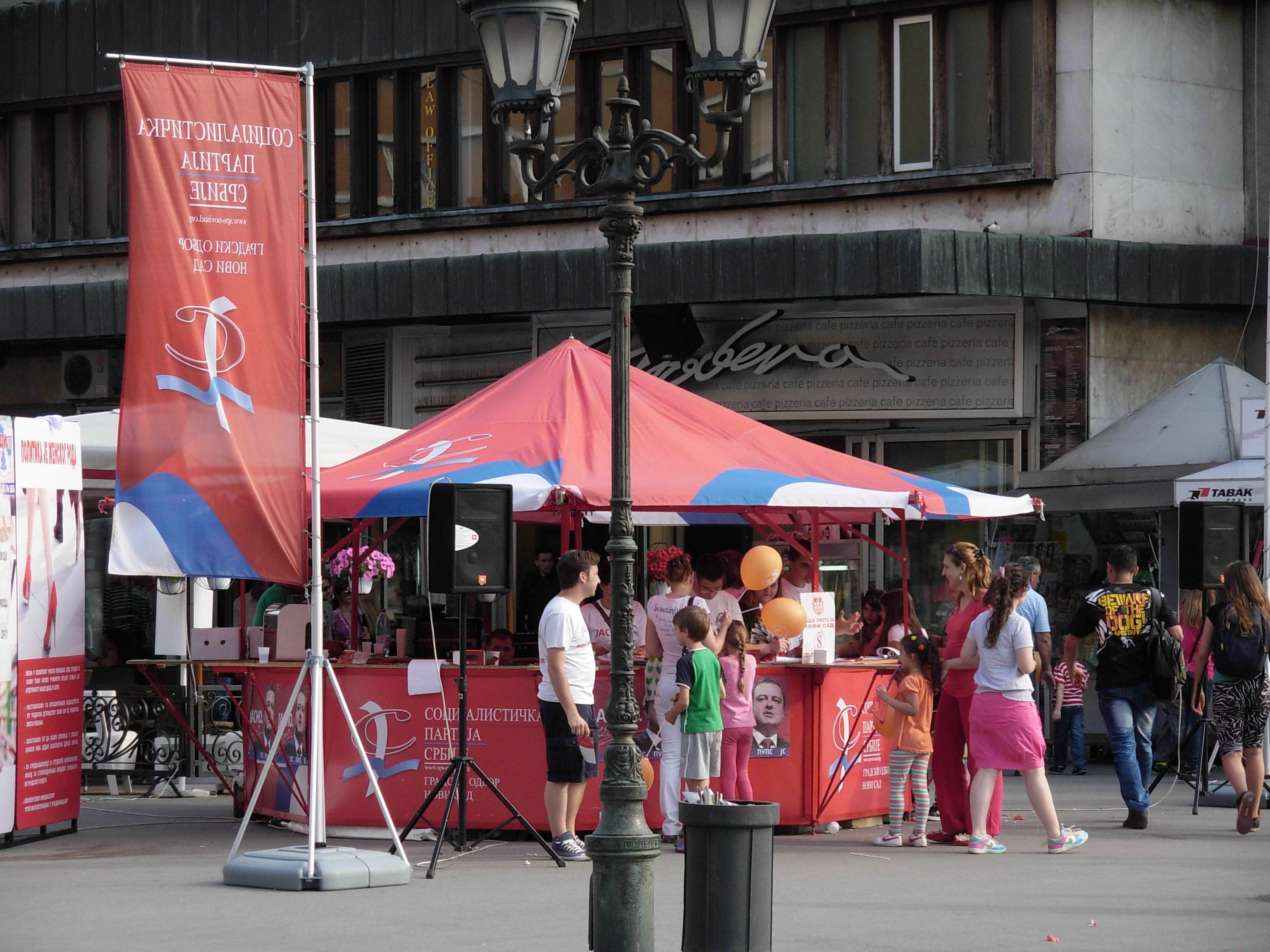
A Szerbiai Szocialista Párt sátra Újvidéken
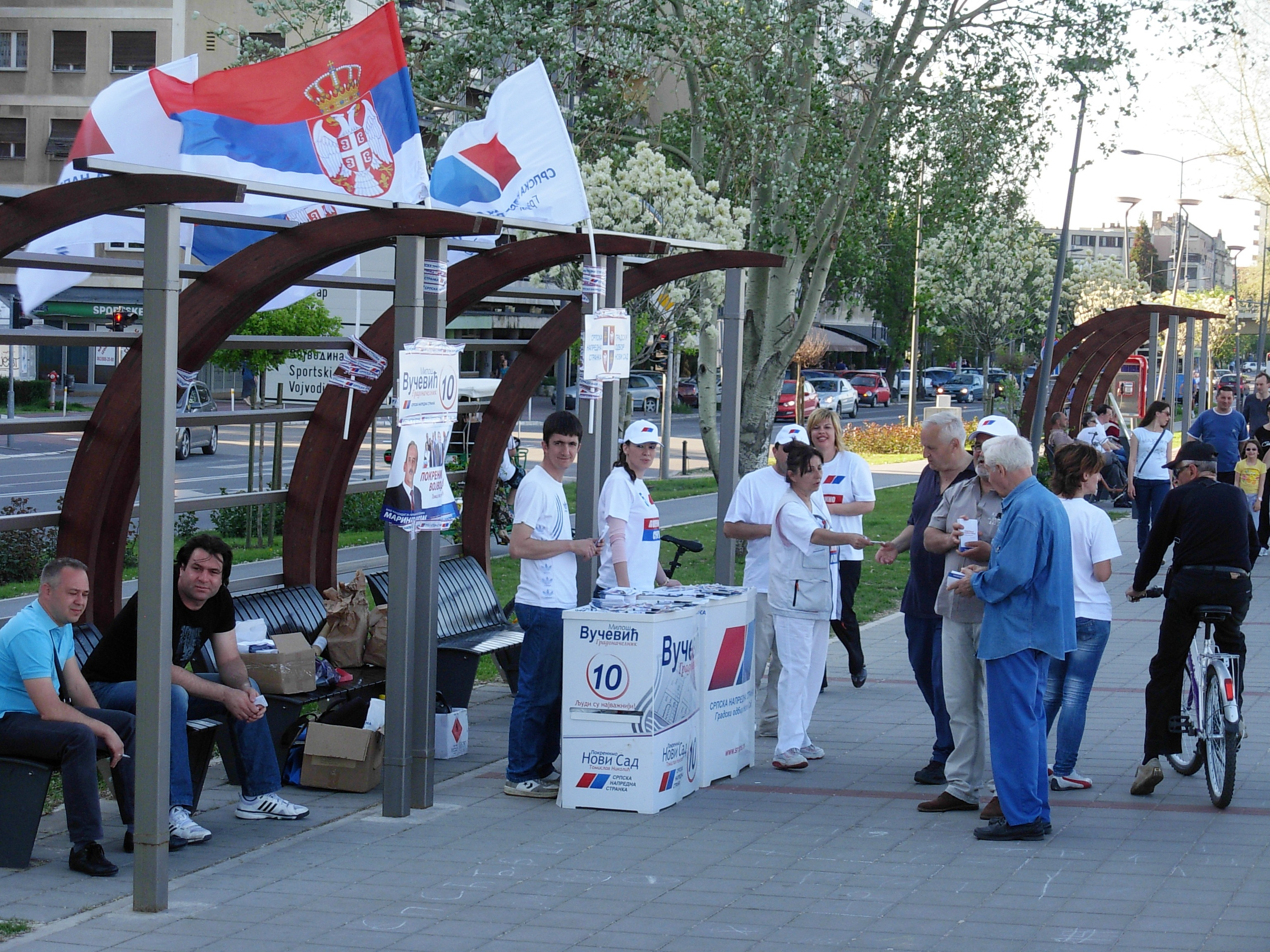
A Szerb Haladó Párt aktivistái Újvidéken

## Eredmények
|                                                         |                                                         | Száma                       | Aránya (%)       |                  |                                       |
| ------------------------------------------------------- | ------------------------------------------------------- | --------------------------- | ---------------- | ---------------- | ------------------------------------- |
| Választásra jogosultak                                  | Választásra jogosultak                                  | 6 770 013                   | 100              |                  |                                       |
| Leadott szavazatok - ebből érvényes - ebből érvénytelen | Leadott szavazatok - ebből érvényes - ebből érvénytelen | 3 910 312 3 739 317 170 995 | 57,76 95,63 4,37 |                  |                                       |
| Párt                                                    | Típus                                                   | Szavazatok                  | Szavazatok       | Képviselők száma | Változás az előző választáshoz képest |
| Párt                                                    | Típus                                                   | száma                       | aránya (%)       | Képviselők száma | Változás az előző választáshoz képest |
| Vigyük Előre Szerbiát                                   |                                                         | 940 659                     | 25,16            | 73               | +73                                   |
| Választás A Jobb Élet Mellett                           |                                                         | 863 294                     | 23,09            | 67               | –35                                   |
| SPS-PUPS-JS                                             |                                                         | 567 689                     | 15,18            | 44               | +24                                   |
| Szerbiai Demokrata Párt                                 |                                                         | 273 532                     | 7,32             | 21               | –9                                    |
| Fordulat                                                |                                                         | 255 546                     | 6,83             | 20               | +7                                    |
| Szerbia Egyesült Régiói                                 |                                                         | 215 666                     | 5,77             | 16               | +16                                   |
| Szerb Radikális Párt                                    |                                                         | 180 558                     | 4,83             | –                | –78                                   |
| „Dveri” – Szerbia életéért                              |                                                         | 169 590                     | 4,54             | –                | –                                     |
| Vajdasági Magyar Szövetség                              | K                                                       | 68 323                      | 1,83             | 5                | +1                                    |
| Munkások és Parasztok Mozgalma                          |                                                         | 57 199                      | 1,53             | –                | –                                     |
| Kommunista Párt                                         |                                                         | 28 977                      | 0,77             | –                | –                                     |
| Szandzsáki Demokratikus Akciópárt                       | K                                                       | 27 708                      | 0,74             | 2                | 0                                     |
| Mindannyian Együtt                                      | K                                                       | 24 993                      | 0,67             | 1                | +1                                    |
| Egyik sem a felkínált válaszok közül                    | K                                                       | 22 905                      | 0,61             | 1                | +1                                    |
| Szociáldemokrata Szövetség                              |                                                         | 16 572                      | 0,44             | –                | –                                     |
| Preševói-völgyi Albánok Koalíciója                      | K                                                       | 13 384                      | 0,36             | –                | –1                                    |
| Reformpárt                                              |                                                         | 8 867                       | 0,24             | –                | 0                                     |
| Montenegrói Párt                                        | K                                                       | 3 855                       | 0,10             | –                | 0                                     |
| Összesen                                                | Összesen                                                | 3 739 317                   | 100              | 250              | 0                                     |

## Csalás gyanúja
A választáson számos kisebb szabálytalanság történt, ám a RIK elutasította a választás megismétlését.
Pásztor István, a VMSZ elnöke 2012. május 9-én bejelentette, hogy a választási csalás történt, és a pártjára leadott 30 000 szavazat eltűnt. Május 10-én Tomiszlav Nikolics a Demokrata Párt által elkövetett csalásról beszélt, és egy 3000 szavazatot tartalmazó zsákot mutatott, amit állítólag egy szemeteskukában találtak. Nikolics szerint ötszázezer elhunyt és nem létező személy neve került fel a választói névjegyzékre. Velimir Ilics, az Új Szerbia elnöke azt állította, hogy a rendőrségnek is tudnia kellett a csalásról. Szabadkán újraszámolták a helyi szavazatokat, és a jegyzőkönyvek és a szavazatokat tartalmazó zsákok tartalma között jelentős eltérések voltak, például volt olyan zsák, amiben több szavazólap volt, mint a papíron szereplő megjelentek száma.
A RIK által kihirdetett végeredményt nem fogadta el sem a Szerb Haladó Párt, sem a Dveri. Borisz Tadics korábbi államfő és Ivica Dacsics belügyminiszter visszautasította a csalás vádját. Az LDP elfogadta a választás eredményét. Az URS és a DSS vizsgálatot követelt, hogy eloszlassák a kétségeket.
A pártoknak a hivatalos végeredmény bejelentése után 1 napjuk van az óvás bejelentésére.

## Politikai következmények
A győztes Szerb Haladó Párt önmaga nem tud kormányt alakítani, így a Szerbiai Szocialista Párt vezetőjének, Ivica Dacsicsnak a kezében van a döntés, hogy vele, vagy a korábbi koalíciós partnerrel, a Demokrata Párttal lép ismét koalícióra. Dacsics bejelentette, hogy a koalíciókötésért cserébe a miniszterelnöki pozíciót akarja megkapni. Ezután a Borisz Tadics vezette Választás a Jobb Élet Mellett koalíció és az Ivica Dacsics vezette SPS-PUPS-JS koalíció között választási megállapodás született: a SPS-PUPS-JS Tadicsot támogatja az elnökválasztás második fordulójában, és annak lezárulta után folytatják a kormányalakítási tárgyalásokat.